# Nicolae Mavrogheni

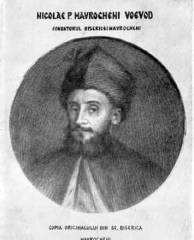
Nicolae Mavrogheni

Nicolae Mavrogheni (griechisch: Νικόλαος Μαυρογένης / Nikolaos Mavrogenis) (* 1735 in Paros; † September 1790 in Bjala) war ein Fürst der Walachei.

## Leben
Mavrogheni wurde in Paros geboren. Er war ein Großonkel von Manto Mavrogenous, einer Heldin des griechischen Unabhängigkeitskrieges. Am 6. April 1786 wurde er zum Fürsten der Walachei ernannt. Während des Russisch-Österreichischen Türkenkrieges floh Mavrogheni am 26. Oktober 1789 begleitet von tausend Soldaten aus Bukarest. Er wurde jedoch auf der Flucht im September 1790 in dem Ort Bjala getötet; sein Kopf wurde nach Konstantinopel geschickt, der Rest seines Leichnams am Donauufer bestattet. Seine Tochter, Eufrosina, ließ später seine Knochen zur Kirche der heiligen Apostel nach Bursa bringen.